# Ulysse Diallo
Ulysse Diallo (Bamako, 1992. október 26. –) mali labdarúgó, csatár, a Panevėžys játékosa.

## Pályafutása
Kongóban nőtt fel, szüleit korán elveszítette. Libanonban kezdte profi pályafutását, ahol a Sabáb esz-Száhel csapatában 21 mérkőzésen 18 gólt szerzett a 2012–2013-as libanoni bajnokságban, amivel a góllövőlista második helyén végzett.
Miután több próbajátékon is részt vett, 2013. július 24-én szerződést kötött a Ferencvárossal.
2014-ben közös megegyezéssel szerződést bontott a Ferencvárossal, majd ugyanazon év június 23-án aláírt a portugál élvonalban szereplő Aroucához.
2015 februárjában az Académica de Coimbra-hoz szerződött.
Miután lejárt a szerződése, szabadon igazolhatóvá vált és 2016 októberében aláírt a Mezőkövesdhez.
2017 nyarán az élvonalban újonc Puskás Akadémia  igazolta le. A felcsúti csapatban 30 bajnoki mérkőzésen nyolc gólt szerzett, a 2017-2018-as idényben Magyar Kupa-döntőt játszott és vesztett az Újpest ellen.
2019 januárjában az MTK Budapest igazolta le. 2019. június 4-én az MTK Budapest hivatalos weboldalán jelentette be, hogy távozik a klubtól. Augusztus 4-én az azeri élvonalban szereplő Sabah FK csapatához írt alá.